# Yoshiki Takahashi
Yoshiki Takahashi (高橋 義希, Takahashi Yoshiki) est un footballeur japonais né le 14 mai 1985. Il évolue au poste de milieu de terrain.